# خورخي رومو (لاعب كرة قدم)
خورخي رومو (بالإسبانية: Jorge Romo)‏ هو لاعب كرة قدم تشيلي، ولد في 9 يناير 1990 في فينيا ديل مار في تشيلي. شارك مع منتخب تشيلي تحت 20 سنة لكرة القدم ومنتخب تشيلي لكرة القدم. أما مع النوادي، فقد لعب مع إيفرتون دي فينا ديل مار.

## وصلات خارجية
- خورخي رومو على موقع قاعدة بيانات كرة القدم.إي يو (الإنجليزية)
- خورخي رومو على موقع ناشيونال فوتبول تيمز (الإنجليزية)
- خورخي رومو على موقع Soccerway.com (الإنجليزية)
- خورخي رومو على موقع عالم كرة القدم.نت (الإنجليزية)
- خورخي رومو على موقع AS.com (الإسبانية)